# Marc Ingla
Pour les articles homonymes, voir Ingla et Mas.
Marc Ingla i Mas (né à Barcelone le 21 janvier 1966) est un homme d'affaires spécialisé dans les domaines des nouvelles technologies et du sport. Il a notamment été vice président chargé des médias et du marketing du FC Barcelone de 2003 à 2008 et a travaillé au LOSC Lille en tant que directeur général puis administrateur entre 2017 et 2021. 

## Biographie
Marc Ingla naît le 21 janvier 1966 à Barcelone. Il suit des études d'ingénieur à l'Université polytechnique de Catalogne puis il fonde en 1993 l'entreprise Cluster Consulting en partenariat notamment avec Ferran Soriano. En 2003, il intègre le FC Barcelone comme vice-président chargé des médias et du marketing. À l'époque le club est moribond : il vient de finir la saison de Liga à la 6e place et n'a plus gagné le championnat depuis cinq saisons. En conséquence, le FC Barcelone n'est plus que le 13e club européen en termes de revenu. Marc Ingla aide alors à la redynamisation du club en participant à la mise en place de contrats avec Nike, Mediapro ou encore l'Unicef ainsi que par la mise sur pied de tournées en Asie et aux États-Unis. En 2010, il est candidat à la présidence du FC Barcelone mais perd l'élection en n'obtenant que 12,29 % des voix contre 61,35 % pour Alexandre Rosell.  
Par la suite, il investit dans la société technologique Mangrove Capital Partners dirigée par Gérard Lopez puis devient directeur général du LOSC Lille en janvier 2017 lors du rachat du club par Gérard Lopez. Au  LOSC Lille il ambitionne d'appliquer à nouveau les méthodes managériales mises en place au FC Barcelone malgré un projet plus modeste financièrement. En mai 2017, il présente les contours du nouveau projet du club, intitulé LOSC Unlimited, qui s’appuie notamment sur une médiatisation accrue du club, une présence plus forte à l'international et sur le recrutement de joueurs jeunes et prometteurs détectés notamment par cellule de recrutement de Luis Campos.
Malgré le remplacement de Gérard Lopez par Olivier Létang au poste de président du LOSC Lille en décembre 2020, il continue d'assurer ses fonctions au club afin de faciliter l’intérim entre les deux directions avant d'annoncer, finalement, sa démission un an plus tard.